# 橫濱市歷史博物館

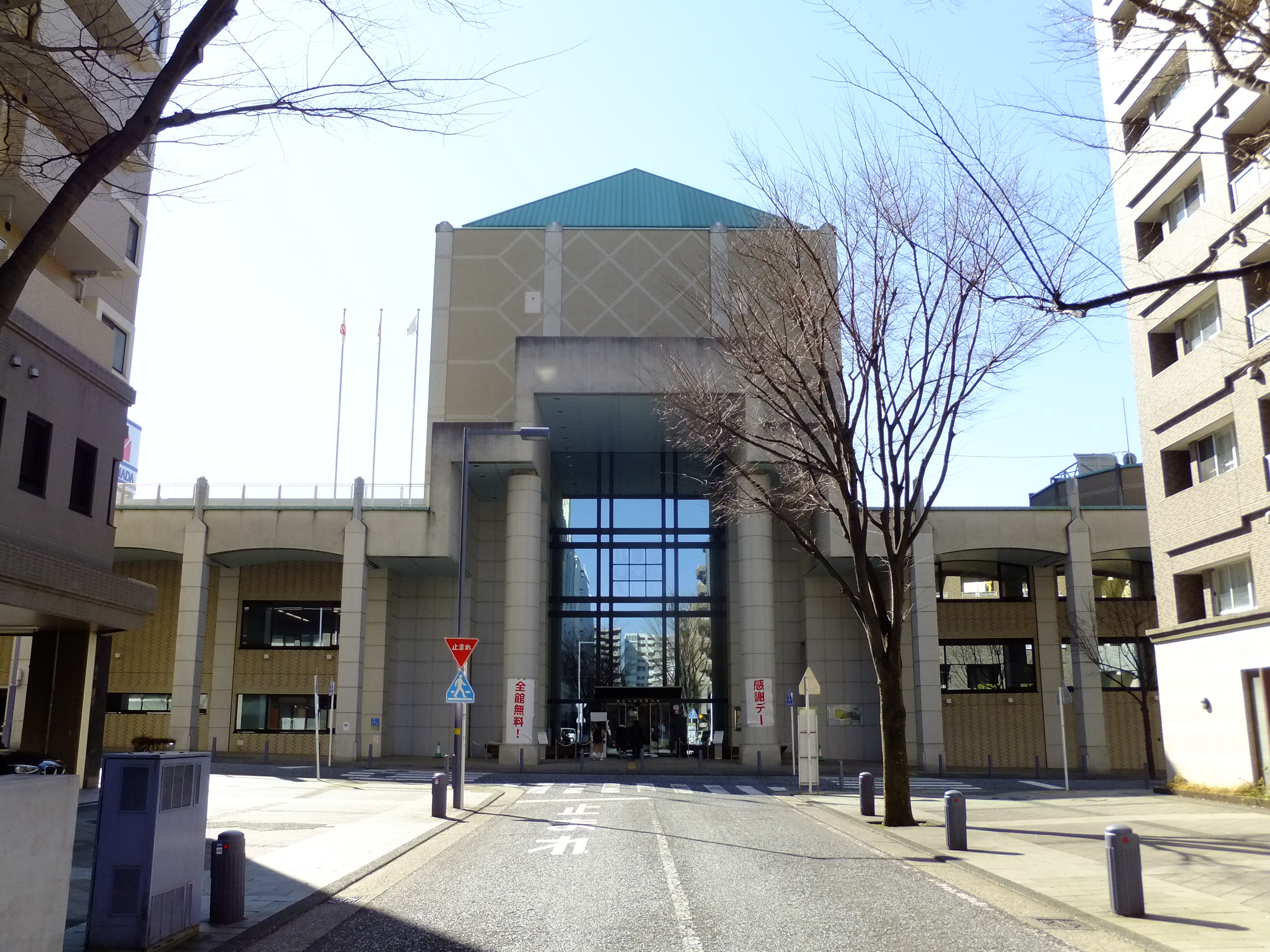

橫濱市歷史博物館（日语：横浜市歴史博物館）是位於日本神奈川縣横濱市都筑區中川中央的一座展示有關横濱歷史的博物館，由公益財團法人横濱市故鄉歷史財團管理，鄰近弥生時代中期的大規模環濠集落遺跡大塚、歳勝土遺跡。博物館除了週一了假日之外每天開放。

## 外部連結
- 横浜市歴史博物館ホームページ （页面存档备份，存于）
- 公益財団法人横浜市ふるさと歴史財団 （页面存档备份，存于）